# Lambo 291
Lambo 291, także Modena 291 – samochód Formuły 1, zaprojektowany przez Mauro Forghieriego dla zespołu Modena na sezon 1991. Kierowcami samochodu byli Nicola Larini i Eric van de Poele.

## Historia modelu
Koncern Lamborghini od 1989 roku dostarczał silniki różnym zespołom Formuły 1. W 1989 roku był to Larrousse, a rok później Larrousse i Lotus. W sezonie 1991 Lamborghini dostarczało swoje silniki Ligierowi i debiutującemu w Formule 1 zespołowi Modena. Modena, znana wcześniej jako GLAS, miała silne powiązania z Lamborghini. Włoska firma miała być odpowiedzialna nie tylko za dostarczanie silników V12, ale także za zaprojektowanie i zbudowanie modelu. Ponadto GLAS, będące początkowo meksykańskim zespołem, stanęło na skraju bankructwa po tym, gdy z jego sponsorowania wycofali się inwestorzy na czele z Fernando Gonzalezem Luną; wtedy jednak zespół uratowało Lamborghini.
Projektantem samochodu był Mauro Forghieri. Samochód był gotowy do testów latem 1990 roku, ale w tym okresie ze sponsorowania zespołu wycofał się Luna. Wtedy Lamborghini zdecydowało się uratować silnie powiązany z włoskim koncernem, a będący na skraju bankructwa zespół, po czym przenieść jego siedzibę do Modeny i tak też nazwać nowy twór. Mimo że Modena była rozpatrywana jako fabryczny zespół Lamborghini, to Lamborghini nie chciało nazwać zespołu swoją nazwą, ponieważ ich zdaniem w razie niepowodzenia projektu mogłoby to negatywnie wpłynąć na wizerunek marki. Faktem jest jednak, że po początkowym wsparciu od Lamborghini, Modena stała się następnie całkowicie samodzielnym podmiotem i nie otrzymała żadnego dalszego wsparcia lub pomocy finansowej od Lamborghini.
Końcem roku 1990 rozpoczęto testowanie samochodu oznaczonego oficjalnie Lambo 291. Testerem był Mauro Baldi. Samochód wyglądał stosunkowo ładnie. Charakterystyczne dla niego były trójkątne sekcje boczne i ukośne chłodnice. Takie chłodnice stały się trendem w Formule 1 wiele lat później i są stosowane po dziś dzień. Następnie zatrudniono w charakterze menadżera Jaime Mankę Graziadeiego. Kierowcami zostali były kierowca Coloni, Oselli i Ligiera – Nicola Larini, oraz wicemistrz Formuły 3000 z 1990 roku, Eric van de Poele. Inżynierem wyścigowym Lariniego był Mario Tolentino, a van de Poelego – Dave Morgan.

### Sezon 1991
Sezon 1991 rozpoczął się dla zespołu stosunkowo udanie. Wprawdzie w pierwszym Grand Prix sezonu, Grand Prix Stanów Zjednoczonych, van de Poele nie zdołał się nawet prekwalifikować, osiągając najgorszy czas (1:37,046), ale Larini zakwalifikował się na siedemnastej pozycji. Wyścig Włoch ukończył na siódmej pozycji, co oznaczało, że w debiucie Modenie brakło zaledwie jednego miejsca, by uzyskać jeden punkt. Do Grand Prix Brazylii jednak już obaj kierowcy się nie prekwalifikowali. Do Grand Prix San Marino zakwalifikował się z kolei van de Poele (21 miejsce); Larini nie prekwalifikował się. W wyścigu belgijski kierowca jechał na piątym miejscu, ale na 58 okrążeniu miał problemy z pompą paliwa i został sklasyfikowany na dziewiątym miejscu. Van de Poele nie zakwalifikował się już do żadnego wyścigu w sezonie. Larini z kolei nie prekwalifikował się do siedmiu wyścigów z rzędu (od Grand Prix Brazylii do Grand Prix Wielkiej Brytanii). Następnie na 24 miejscu zakwalifikował się do Grand Prix Niemiec (wyścigu nie ukończył wskutek wypadku na pierwszym okrązeniu) oraz Węgier (w wyścigu był ostatni, szesnasty). Następnie samochody Modena nie wzięły udziału w wyścigu o Grand Prix Belgii, ale Larini zakwalifikował się na 23 miejscu do "rodzimego" wyścigu o Grand Prix Włoch. Sam wyścig Larini ukończył na 16 pozycji. Ponadto Larini zdołał zakwalifikować się jeszcze na dziewiętnastym miejscu do ostatniego w sezonie wyścigu, o Grand Prix Australii. Wyścigu Włoch nie ukończył z powodu zbiorowej kolizji na szóstym okrążeniu. Po sezonie, wskutek ogromnego zadłużenia, Modena wycofała się z Formuły 1.

## Wyniki w Formule 1
| Legenda oznaczeń w tabelach wyników Wyświetl szablon na nowej stronie | Legenda oznaczeń w tabelach wyników Wyświetl szablon na nowej stronie                                                                     |
| Oznaczenie                                                            | Wyjaśnienie |
| --------------------------------------------------------------------- | --- |
| Złoty                                                                 | Zwycięzca lub mistrzostwo |
| Srebrny                                                               | 2. miejsce lub wicemistrzostwo |
| Brązowy                                                               | 3. miejsce lub II wicemistrzostwo |
| Zielony                                                               | Ukończył, punktował (w klasyfikacji generalnej, gdy zdobył co najmniej jeden punkt na przestrzeni sezonu, poza trzema powyższymi opcjami) |
| Niebieski                                                             | Ukończył, nie punktował (w klasyfikacji generalnej, gdy nie zdobył co najmniej jednego punktu na przestrzeni sezonu)                      |
| Czerwony                                                              | Nie zakwalifikował się (NZ) |
| Czerwony                                                              | Nie prekwalifikował się (NPK) |
| Różowy                                                                | Nie ukończył (NU) |
| Różowy                                                                | Niesklasyfikowany (NS) (w klasyfikacji generalnej, gdy nie został sklasyfikowany w żadnym wyścigu sezonu)                                 |
| Czarny                                                                | Zdyskwalifikowany (DK) |
| Czarny                                                                | Wykluczony (WYK/EX) |
| Biały                                                                 | Nie wystartował (NW) |
| Biały                                                                 | Kontuzjowany (K/INJ) |
| Biały                                                                 | Wyścig odwołany (OD/C) |
| Bez koloru                                                            | Został wycofany (WYC/WD) |
| Bez koloru                                                            | Nie przybył (NP/DNA) |
| Bez koloru                                                            | Nie brał udziału w treningach (NT/DNP) |
| Bez koloru                                                            | Nie został zgłoszony (–) |
| Pogrubienie                                                           | Start z pole position |
| Kursywa                                                               | Najszybsze okrążenie wyścigu |
| †                                                                     | Nie ukończył, ale jego rezultat został zaliczony ze względu na przejechanie więcej niż 90% dystansu wyścigu.                              |
| *                                                                     | Sezon w trakcie |
| 1/2/3                                                                 | Punktowana pozycja w sprincie kwalifikacyjnym                                                                                             |
| Lista systemów punktacji Formuły 1                                    | |

| Sezon | Zespół          | Silnik          | Opony | Kierowcy          | 1   | 2   | 3   | 4   | 5   | 6   | 7   | 8   | 9   | 10  | 11  | 12  | 13  | 14  | 15  | 16  | Pkt. | Msc. |
| ----- | --------------- | --------------- | ----- | ----------------- | --- | --- | --- | --- | --- | --- | --- | --- | --- | --- | --- | --- | --- | --- | --- | --- | ---- | ---- |
| 1991  | Modena Team SpA | Lamborghini V12 | G     |                   | USA | BRA | SMR | MCO | CND | MEX | FRA | GBR | DEU | HUN | BEL | ITA | PRT | ESP | JPN | AUS | 0    | –    |
| 1991  | Modena Team SpA | Lamborghini V12 | G     | Nicola Larini     | 7   | NPK | NPK | NPK | NPK | NPK | NPK | NPK | NU  | 16  | NZ  | 16  | NZ  | NZ  | NZ  | NU  | 0    | –    |
| 1991  | Modena Team SpA | Lamborghini V12 | G     | Eric van de Poele | NPK | NPK | 9   | NPK | NPK | NPK | NPK | NPK | NZ  | NZ  | NZ  | NZ  | NZ  | NZ  | NZ  | NZ  | 0    | –    |